# Literaturtage
Als Literaturtage wird eine zumeist mehrtägige Literaturveranstaltung mit Autorenlesungen, Konzerten, Ausstellungen im Bereich der bildenden Kunst, Hörspielaufführungen, Poetry Slam, Theatergastspielen sowie öffentlichen Diskussionen bezeichnet.
Beispiele sind:
Deutschland
- Deutsch-israelische Literaturtage
- Donnersberger Literaturtage
- LesArt – Fränkische Literaturtage
- Heidelberger Literaturtage
- Koblenzer Literaturtage
- Landshuter Literaturtage
- Thüringer Literaturtage
- Wiesbadener Literaturtage

Schweiz
- Solothurner Literaturtage
- Literaturtage Zofingen

Österreich
- Rauriser Literaturtage

Siehe auch:
- Liste von Literaturfestivals